# Turid Karlsen
Turid Karlsen (* 1961 in Oslo) ist eine norwegische Opernsängerin (Sopran) und Professorin. Bekannt ist sie für ihr Repertoire und ihre Rollen als jugendlich dramatischer Sopran. 2004 gewann sie den Kirsten Flagstad Price für ihre Darstellung der Senta in Richard Wagners Der fliegende Holländer mit der norwegischen Oper. In ihrer Karriere arbeitete sie mit zahlreichen namhaften Dirigenten zusammen wie Daniel Barenboim, Kent Nagano, Dennis Russell Davies, Placido Domingo, Hartmut Haenchen, und Michael Tilson Thomas. Derzeit unterrichtet Karlsen als Professorin für Gesang an der Hochschule für Musik und Darstellende Kunst Stuttgart. Zuvor war sie bereits an die Hochschule für Musik und Theater Hamburg berufen worden.

## Leben
Karlsen studierte Gesang an der Maastricht Academy of Music. Dort war sie Studentin von Mya Besselink. 1983 legte sie ihr Examen als Musiklehrerin, 1986 als Opern- und Konzertsolistin cum laude ab. Von 1985 bis 1992 war sie festes Ensemblemitglied des Badischen Staatstheaters Karlsruhe. Anschließend war sie bis 1997 am Theater Bonn unter der Leitung von Intendant Giancarlo del Monaco. Gastauftritte hatte Karlsen an Opernhäusern wie den Bayreuther Festspielen, 1997 bis 1998 als Leonore in Lenore (Urfassung des Fidelio), an der Oper des Staatstheaters Kassel, dem Staatstheater Hannover, der Deutschen Oper am Rhein in Düsseldorf, den Bühnen der Stadt Köln, der Komischen Oper Berlin, dem Theater Dortmund, der Oper Dallas, der Niederländischen Oper, der Oper Los Angeles, der Madison Oper, der Oper Montreal, der Oper Orlando, der Palm Beach Oper, der Königlichen Oper Stockholm, der Opera Pacific (Kalifornien), am Teatro Real in Madrid, am Grand Theatre Quebec, am Concertgebouw Amsterdam, in der Tonhalle Zürich, der Barbican Halle und der Royal Festival Hall London.
2006 machte Karlsen Schlagzeilen, als sie als erster Sopran die Titelrolle in Puccinis Turandot seit Birgit Nilsson in der Oper Göteborg sang. 2008 trat sie als Solistin zur feierlichen Eröffnung des neuen Osloer Opernhauses auf. Seit 2017 ist sie die künstlerische Leiterin des Kirsten-Flagstad-Festivals.

## Repertoire

### Opernrollen
- 3. Norne / Gutrune, „Götterdämmerung“ (Richard Wagner)
- Abigaile, Nabucco (Giuseppe Verdi)
- Agathe, Der Freischütz (Carl Maria von Weber)
- Arabella, Arabella (Richard Strauss)
- Ariadne, Ariadne auf Naxos (Richard Strauss)[10]
- Diva, Der ewige Frieden, (Kurt Schwertsik)
- Donna Elvira Don Giovanni (Wolfgang Amadeus Mozart)
- Elsa, Lohengrin (Richard Wagner)[11]
- Elettra, Idomeneo (Wolfgang Amadeus Mozart)
- Elisabeth / Venus, Tannhäuser (Richard Wagner)
- Eva, Die Meistersinger von Nürnberg (Richard Wagner)
- Giorgetta, Il tabarro (Giacomo Puccini)
- Helmwiege, Die Walküre, (Richard Wagner)
- Isolde, Tristan und Isolde (Oper) (Richard Wagner)[12]
- Jenůfa, Jenůfa, Leoš Janáček
- Konstanze, Die Entführung aus dem Serail (Wolfgang Amadeus Mozart)
- La Contessa, Le nozze di Figaro (Wolfgang Amadeus Mozart)
- Leonora, Il trovatore (Giuseppe Verdi)[13]
- Leonore, Fidelio (Beethoven) in der endgültigen Fassung und in der Urfassung von 1805
- Die Marschallin, Der Rosenkavalier (Richard Strauss)
- Mimì, La Bohème (Giacomo Puccini)
- Pamina, Die Zauberflöte (Wolfgang Amadeus Mozart)
- Salome, Salome (Richard Strauss)[14]
- Senta, Der fliegende Holländer (Richard Wagner)[15][16]
- Turandot, Turandot (Puccini)
- Violetta, La traviata (Giuseppe Verdi)

### Operette
- Rosalinde, Die Fledermaus (Johann Strauss)[17][18]
- Saffi, Der Zigeunerbaron (Johann Strauss)
- Lisa, Das Land des Lächelns (Franz Lehár)

### Konzertrepertoire
- Beethovens Missa solemnis
- Beethovens 9. Sinfonie
- Benjamin Brittens War Requiem[19]
- Anton Bruckners Te Deum
- Antonín Dvořáks Requiem
- Antonín Dvořáks Stabat mater
- Leoš Janáčeks Glagolitische Messe (Janáček)
- Zoltán Kodálys Te Deum
- Mahlers Sinfonie Nr. 2
- Mahlers  Sinfonie Nr. 8 (Sopran #1 und #2)
- Gioachino Rossinis Missa solemnis
- Verdis Requiem

## Auszeichnungen
- 1984: Preisträgerin beim Concours Francisco Viñas in Barcelona
- 2004: Kirsten Flagstad Price[20][21]

## CDs
- Leander Schlegel, Lieder – Klavier: Frans van Ruth (1998)[22]
- Eleonora in Kreneks Karl V. (2001)[23]
- Zemlinsky Lyrische Symphonie mit den Czech Philharmonic Orchestra, Dirigent: Antony Beaumont (2002)[24]
- Helmwiede in Richard Wagners Die Walküre mit Nederlands Philharmonic Orkest Amsterdam, Dirigent: Hartmut Haenchen (2006)